# Classis Germanica

Verlauf des Rheins und seiner Nebenflüsse

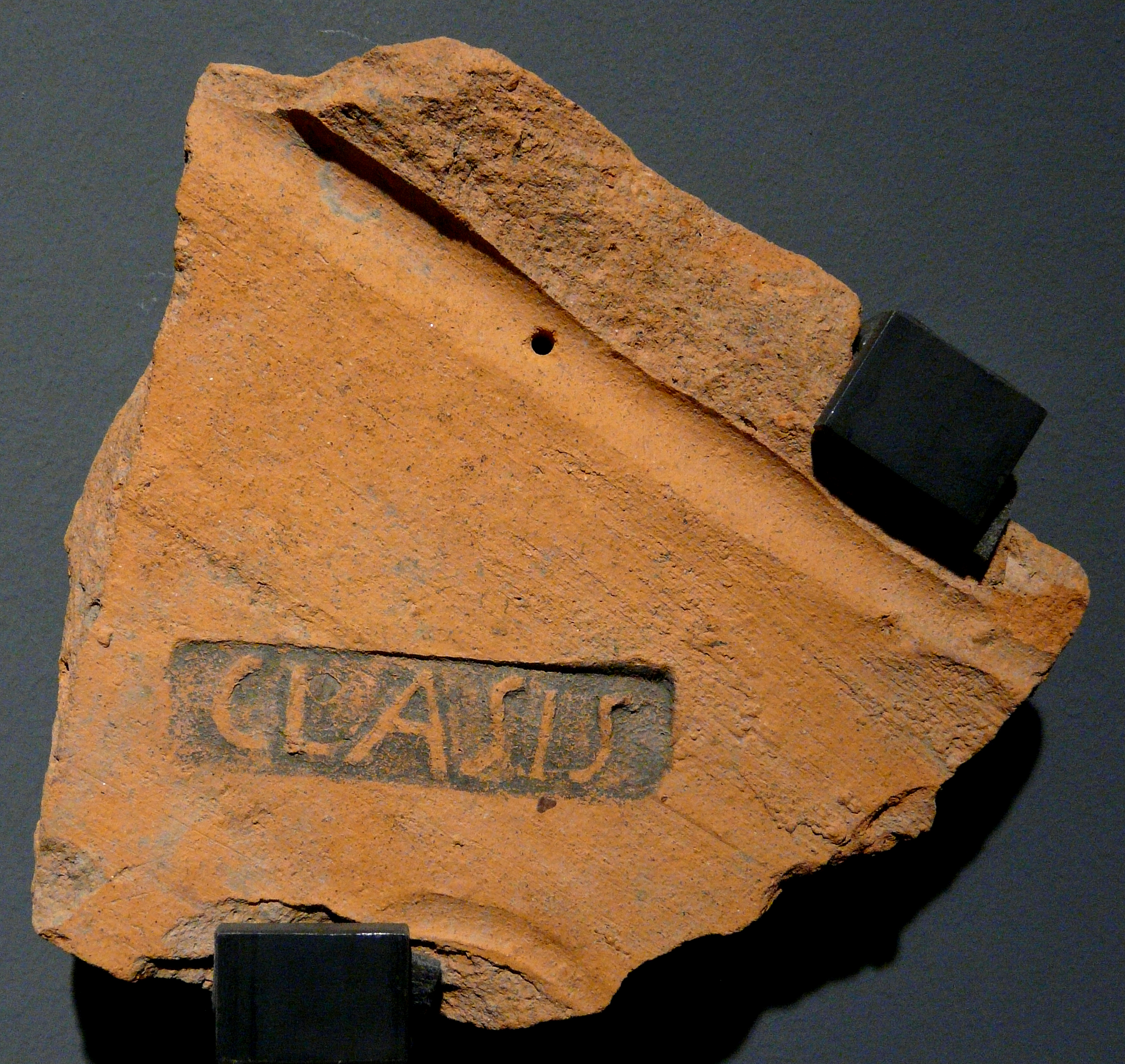
Dachziegel mit Stempel CLAS(S)IS, aus Novaesium, Clemens Sels Museum Neuss

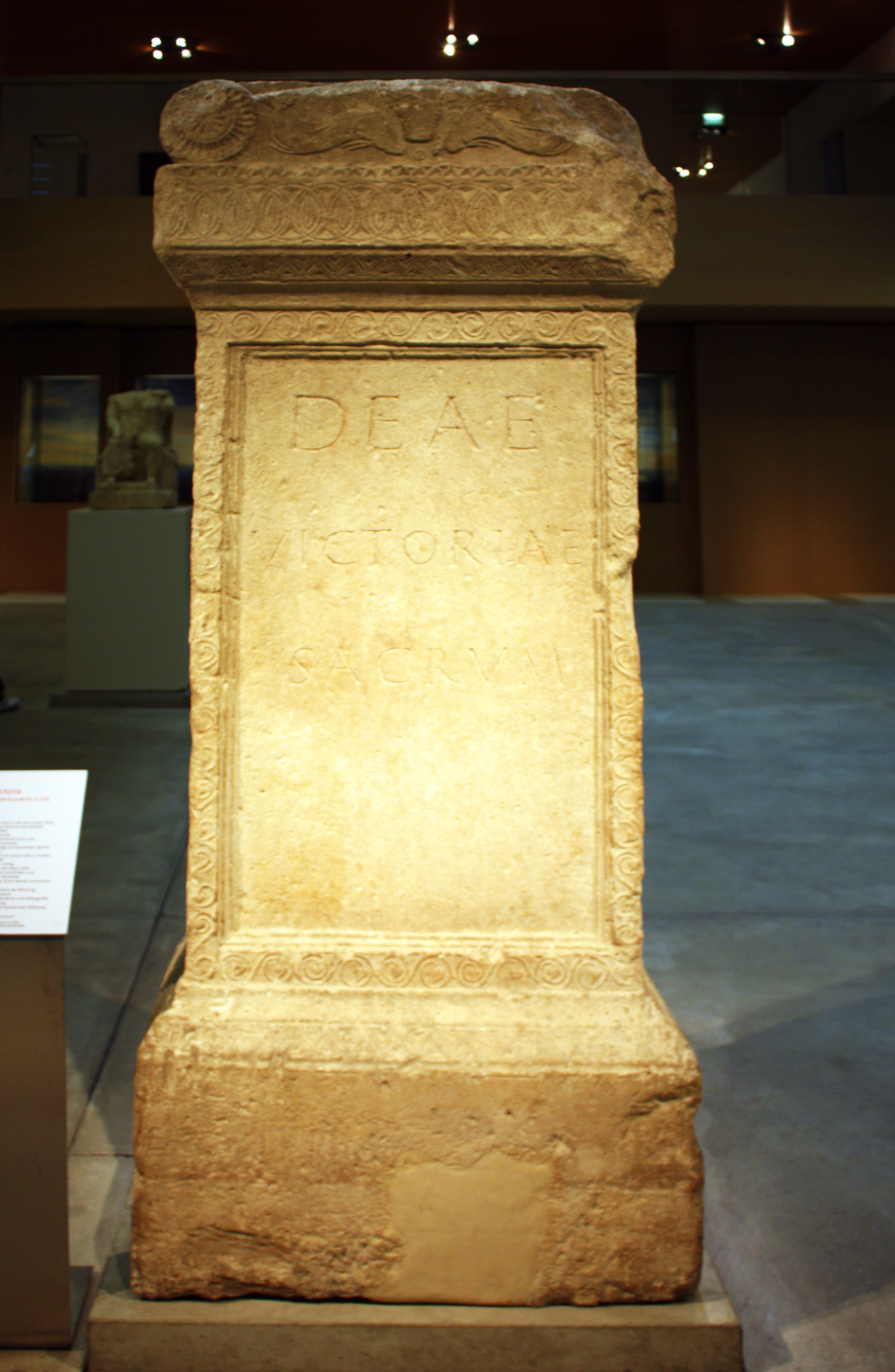
Altar der Victoria aus dem Flottenkastell Alteburg, 1. Hälfte des 3. Jahrhunderts n. Chr.

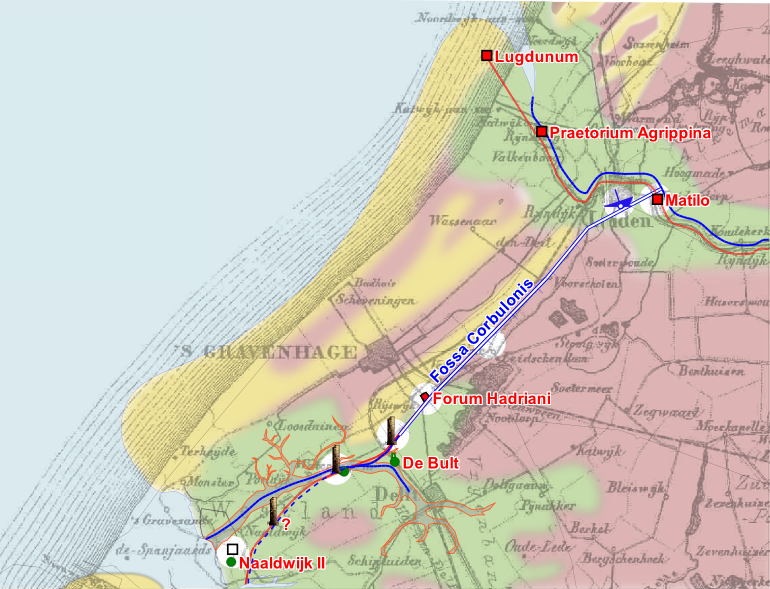
Karte der fossa Corbulonis

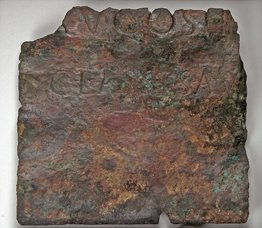
Fragment einer Bronzetafel aus Naaldwijk (NL) mit der Inschrift CLASSISAV

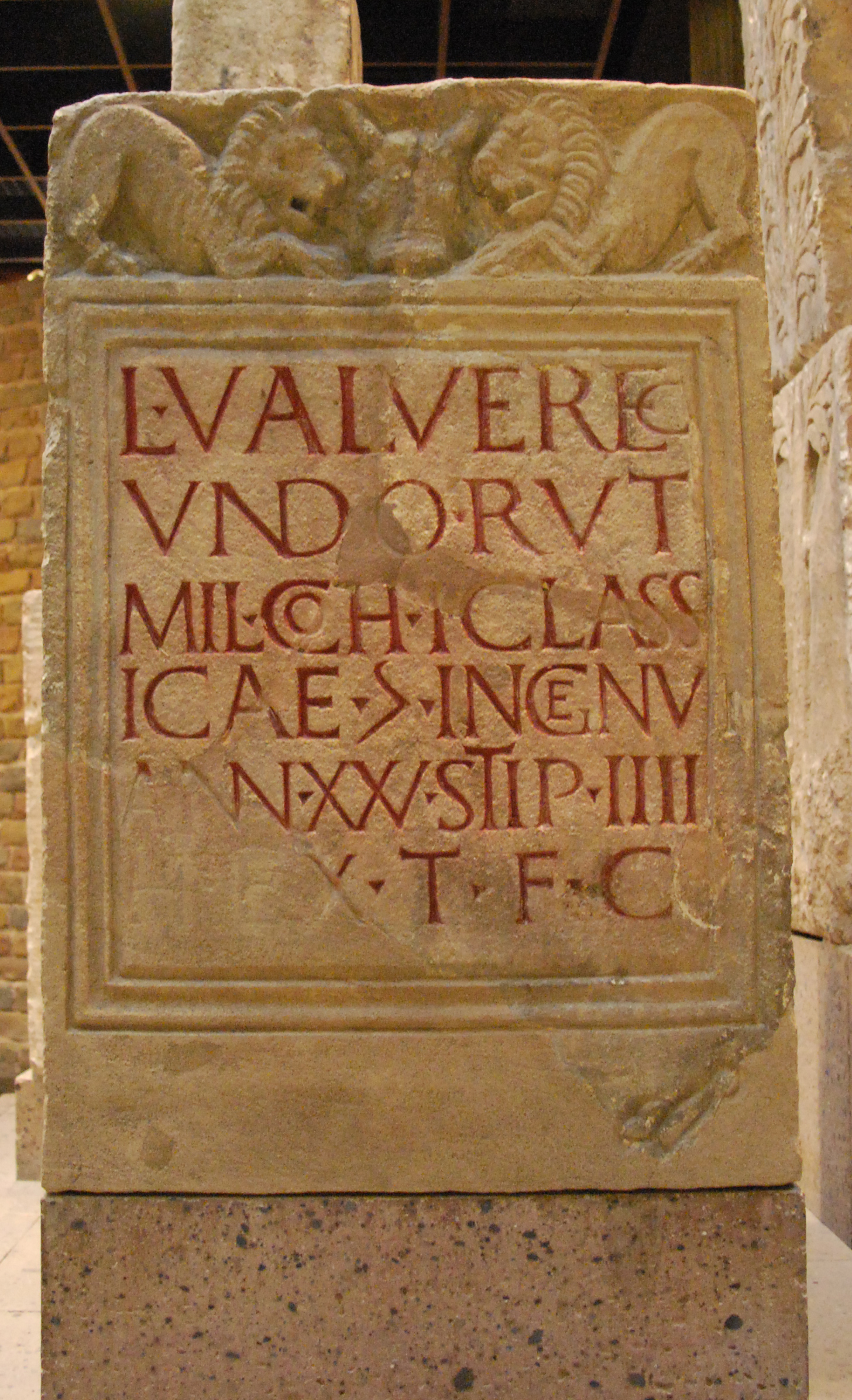
Grabstein des Marinesoldaten L. Valerius Verecundus, verstorben im aktiven Dienst im Lager Köln-Alteburg

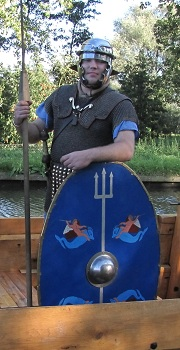
Römischer Marinesoldat (2. Jahrhundert n. Chr.)

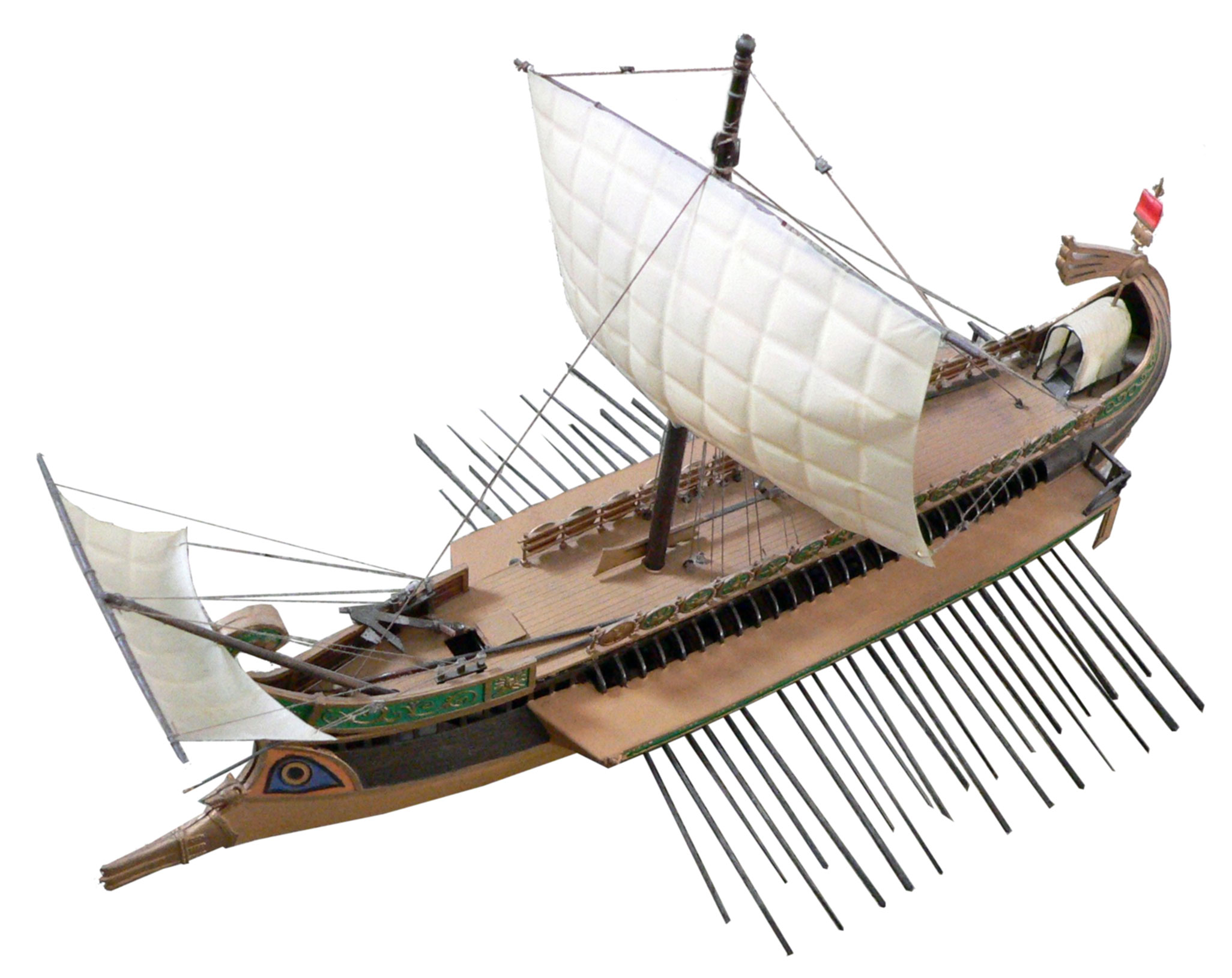
Römische Trireme

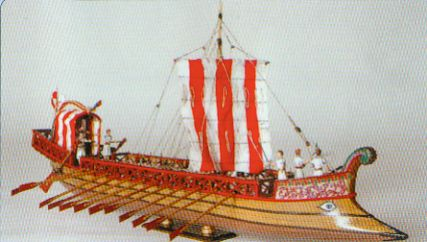
Römische Flussliburne

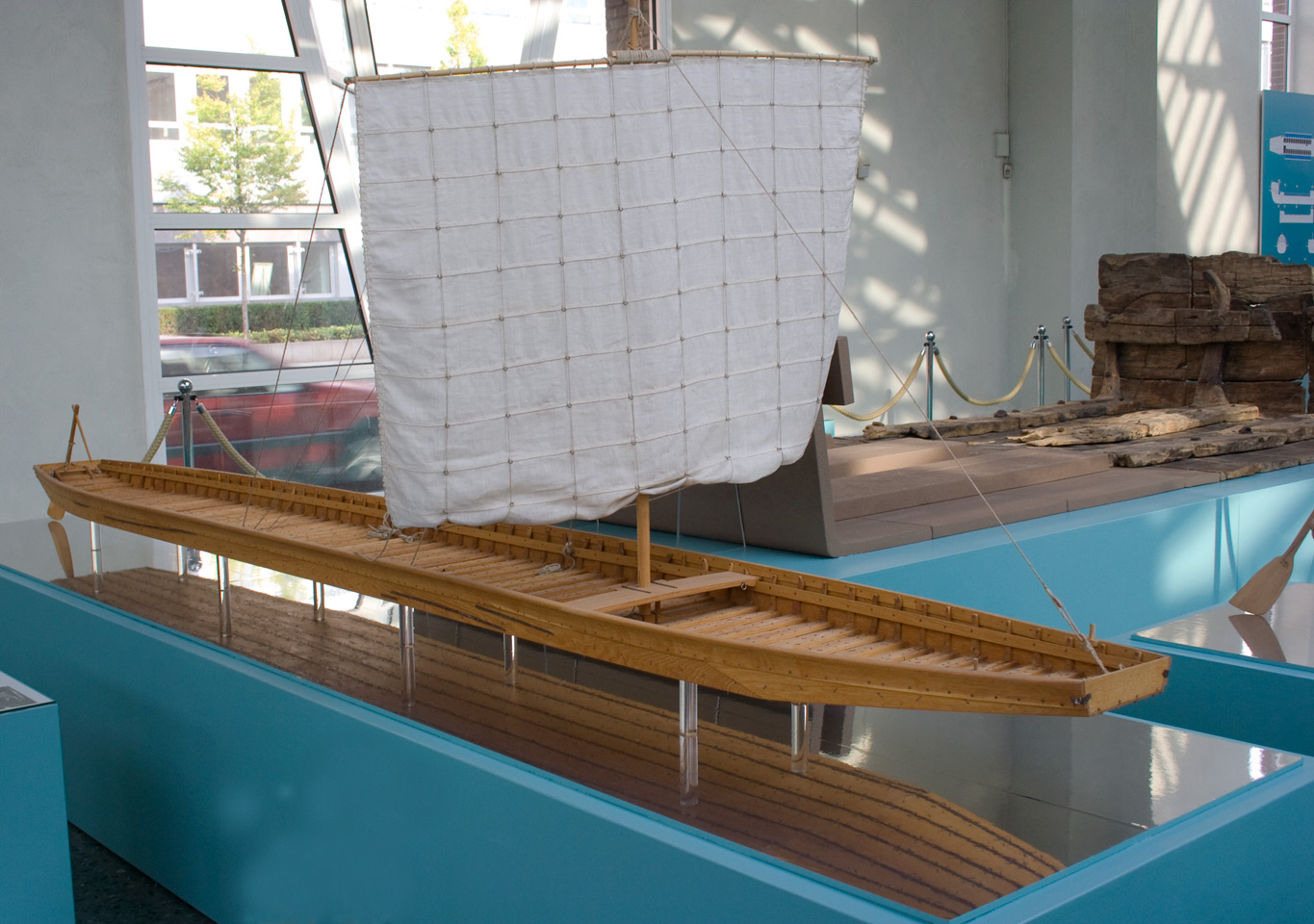
Modell (vorne) und Originalfundstück (hinten rechts) eines römischen Lastkahns (Plattbodenschiff, Prahm vom Typ Zwammerdam 6) aus dem 1. Jahrhundert

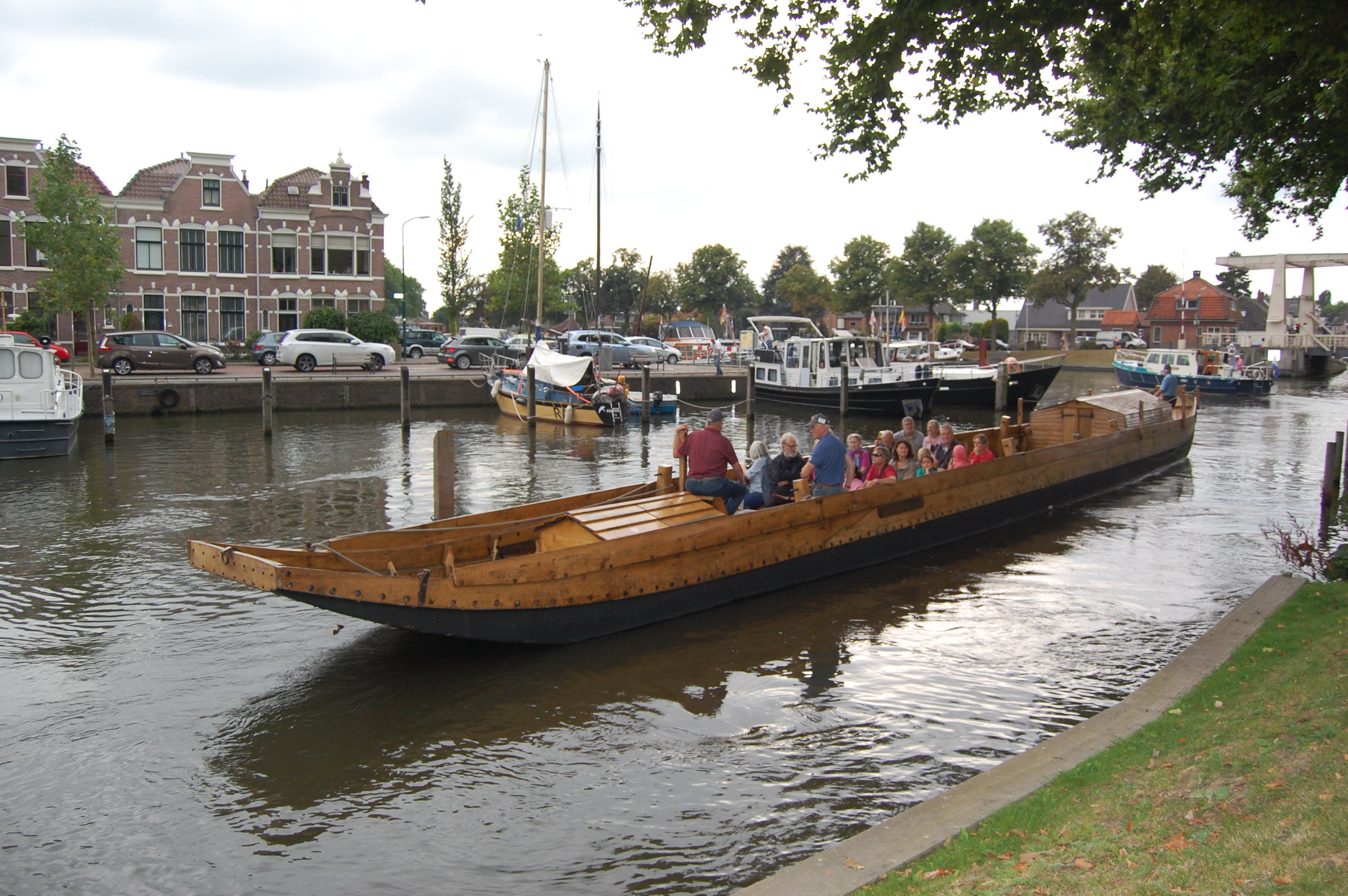
Rekonstruktion eines römischen Flussfrachters

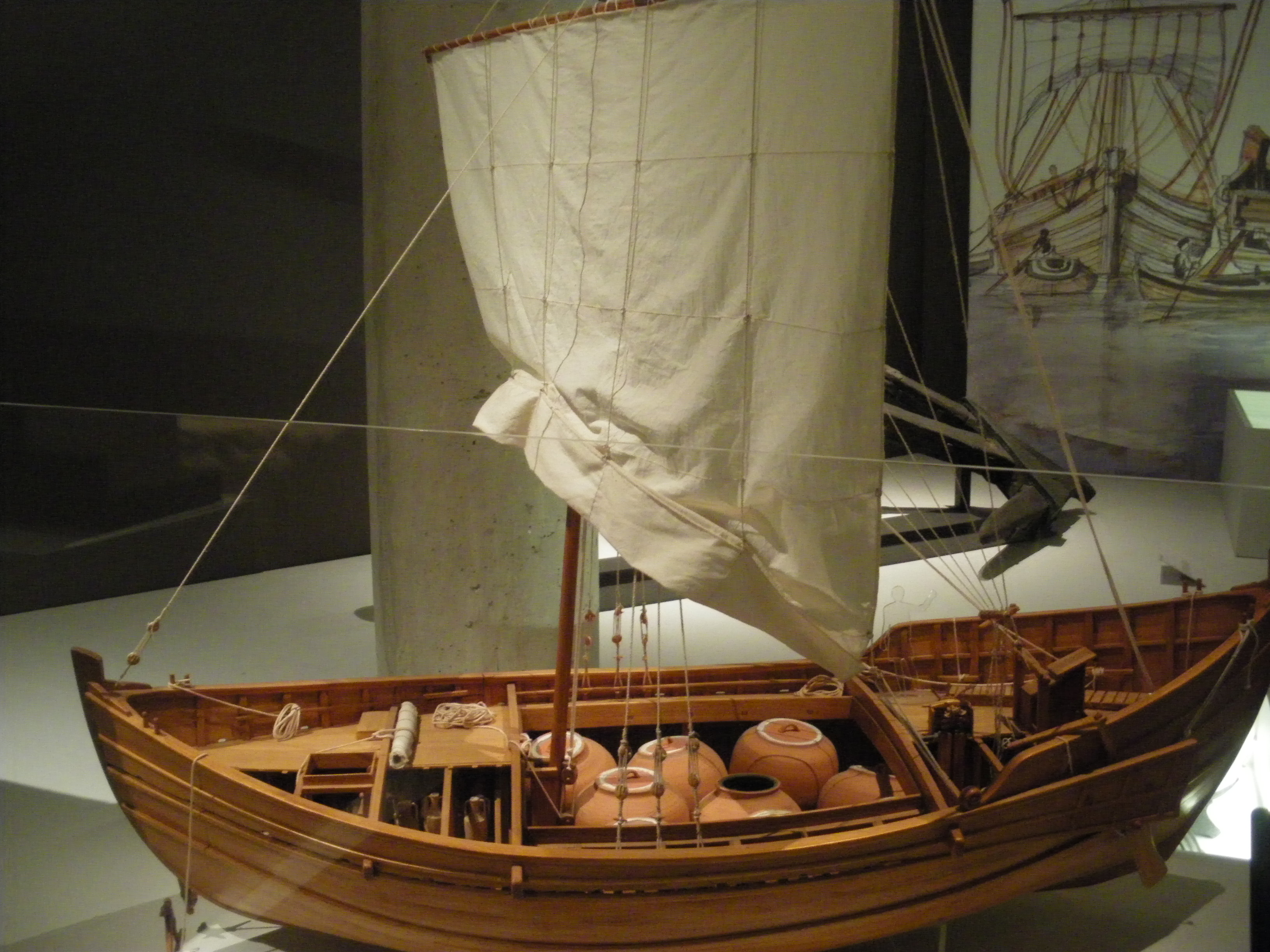
Modell eines römischen Transportschiffs (oraria navis) für den Einsatz auf Flüssen und in küstennahen Gewässern (Musée de l’Arles et de la Provence antiques)

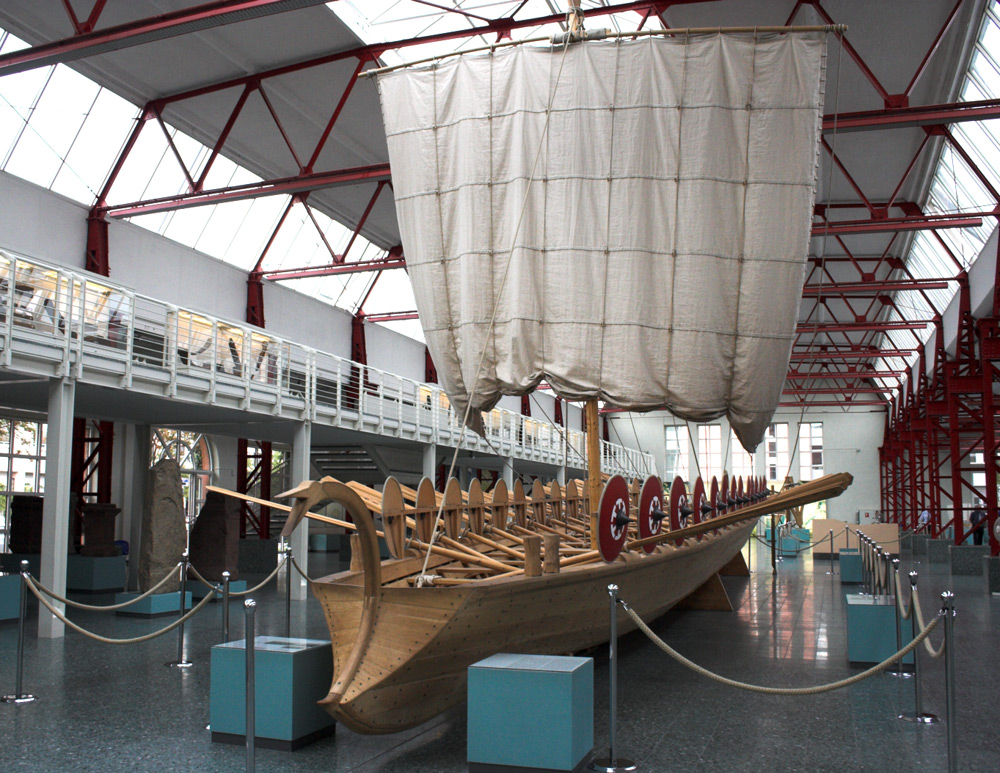
Rekonstruktion einer Navis lusoria im Museum für Antike Schifffahrt, Mainz

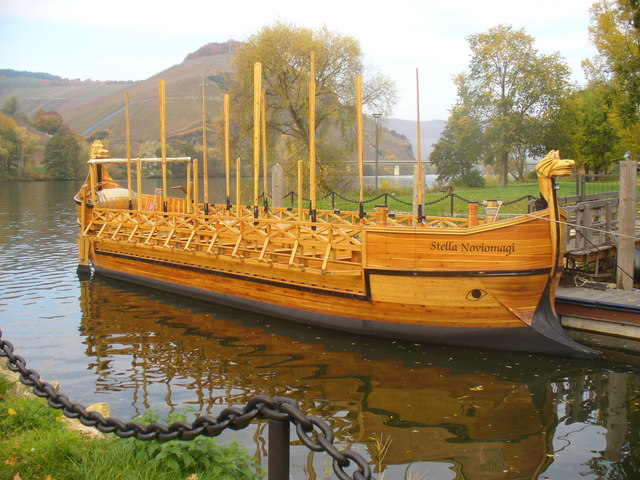
Nachbau des Weinschiffs von Neumagen

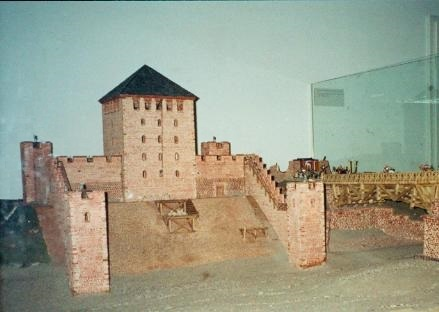
Rekonstruktionsmodell des spätantiken Ländeburgus von Ladenburg. Die Brücke ist archäologisch nicht nachgewiesen.

Die Classis Germanica war eine Teilstreitkraft der römischen Kriegsflotte in Germania superior und Germania inferior. Sie war neben der Kanalflotte (Classis Britannica) einer der größten Marineverbände des Römischen Reiches und rangierte vor allen anderen Provinzflotten.
Die römische Rheinflotte wurde in der Zeit um 13 v. Chr. aufgestellt. Ihre Einheiten waren für die Überwachung des gesamten Rheins (ab der Einmündung des Vinxtbaches), dessen schiffbare Nebenflüsse sowie den Küstenstreifen von Zuidersee und der Nordsee im Gebiet des Rhein-Maas-Schelde-Deltas zuständig. In weiterer Folge wurden auch die Mündungen rechtsrheinischer Flüsse gesichert, um so den reibungslosen Transit- und Handelsverkehr am Rhein aufrechtzuerhalten. Die Zugehörigkeit der Classis Germanica zum niedergermanischen Heer (Exercitus Germaniae Inferioris) ist durch ein Militärdiplom (Fundort Niederlande) aus der Regierungszeit Trajans bestätigt. Es listet neben den dortigen Auxiliartruppen auch die Rheinflotte auf, die (in veränderter Organisationsform) vermutlich bis in das späte 4. Jahrhundert bestand.

## Flottenoperationen
Die Geschichte der Rheinflotte beginnt in der Zeit der Germanienkriege ab 13 v. Chr. Seitdem wurden vom römischen Oberkommando die Legionen und Hilfstruppen am Rhein konzentriert, von Anfang an war auch die Flotte in die Feldzüge des römischen Heeres eingebunden. In dieser Zeit waren die Einsätze der Rheinflotte noch offensiv geprägt. Mit Aufgabe der Expansionspläne in die Stammesgebiete rechts des Rheins durch Tiberius im Jahr 17 n. Chr. veränderten sich auch die Aufgaben der Classis Germanica.

### 1. bis 2. Jahrhundert
In augusteischer Zeit wurden von den Römern mehrere massive Offensiven in Gang gesetzt. Man weiß von mehreren großangelegten Landungsunternehmen römischer Truppen an der Nordseeküste, die eng mit den Vorstößen der Landstreitkräfte koordiniert wurden. Drusus führte zu diesem Zweck die Rheinflotte im Zusammenhang mit den Drusus-Feldzügen (12 bis 8 v. Chr.) durch einen – oder mehrere – neu gegrabene Kanäle von der Zuidersee in die Nordsee (fossa Drusiana). Da Friesen und Chauken nur über primitive Einbäume verfügten, konnte er mit seinen weit überlegenen Kräften ungehindert in die Mündung der Weser (Visurgis) einlaufen und danach beide Stämme rasch unterwerfen.
Der Vorstoß des Tiberius an die Elbe (Albis) im Jahre 5 n. Chr. wurde mittels einer kombinierten See- und Landoperation bewerkstelligt. Seine Flotte fuhr den Fluss bis in die Gegend von Lauenburg/Elbe flussaufwärts und vereinigte sich dort wieder mit dem Landheer. Im nächsten Jahr segelten die Römer noch weiter nach Norden, „bis zum Gebiet der Kimbern“, vor. Die genaue Route und Endpunkt der Expedition sind unbekannt. Man hat wohl angenommen, dass die Schiffe dabei auch Helgoland passierten, aufgrund der von Tacitus erwähnte Legende, dass sich die Herculis Columnae (Säulen des Herkules) im Land der Friesen befunden hätten, doch fehlen dafür die Beweise. Die Flotte stieß angeblich bis Kap Skagen vor, da Plinius der Ältere in diesem Zusammenhang von einem „Kimbernkap“ berichtet. Die Kimbern siedelten zu dieser Zeit noch im Norden Jütlands. Nach der Umrundung des Kaps fand man ein großes Meer vor, das man – so der Chronist Velleius Paterculus – „teils erblickte, teils vom Hörensagen kannte“. Die Anwesenheit einer römischen Flotte in diesem Gebiet dürfte auch wesentlich dazu beigetragen haben, dass sich die germanischen Küstenstämme nach der Niederlage des Varus vorsichtshalber nicht der antirömischen Koalition unter den Cheruskern angeschlossen hatten.
15 n. Chr. drang eine römische Armee unter der Führung des Germanicus erneut in Germanien ein: Die Flotte landete beim heutigen Rheine hierfür insgesamt vier Römische Legionen an, die anschließend bis zum Schauplatz der Varusschlacht marschierten, um dort unter anderem die Gefallenen zu bestatteten. Nach schweren Kämpfen mit den germanischen Stämmen zogen sie sich wieder zu ihren an der Ems in Warteposition liegenden Schiffen zurück. Nur ein Jahr später setzte Germanicus eine der größten amphibischen Unternehmungen der antiken Kriegsgeschichte in Gang. Unter dem Befehl seiner Legaten Silius, Anteius und Caecina ließ er eine neue Flotte von über tausend Schiffen auf Kiel legen, darunter Spezialkonstruktionen wie zum Beispiel Landungsboote mit flachem Boden und Steuerrudern an Heck und Bug, Transporter (actuariae) für Wurfgeschütze, breite Archen für Kavalleriepferde, Brückenbaumaterial sowie Verpflegung und Ausrüstung. Mit ihr und einem über 8000 Mann starken Heer an Bord stach Germanicus im Frühjahr 16 n. Chr. wieder in See.
Germanicus baute die Bataverinsel (heute Beveland und Walcheren) zu einem befestigten Brückenkopf aus, da sie eine ideale strategische Lage als Ausgangspunkt für den Feldzug nach Germanien hatte. Von der Bataverinsel stieß die Flotte bis zur Mündung der Ems vor, wo die Armee beim heutigen Jemgum an Land ging. Nach den Kämpfen auf der Ebene Idistaviso und am Angrivarierwall (zwischen Weser und Steinhuder Meer), in der die Stämme der Angrivarier, Brukterer und Cherusker besiegt wurden, sollte ein Teil des Heeres von der Classis Germanica wieder in ihre Garnisonen zurückgebracht werden. Fast die gesamte Flotte mit den an Bord befindlichen Truppen fiel dabei aber einem schweren Sturm zum Opfer. Germanicus selbst strandete im Siedlungsgebiet der Chauken, blieb aber unverletzt.
28 n. Chr. rebellierten erneut die Friesen gegen die römische Herrschaft: Die Rheinflotte brachte ein Expeditionsheer in das Aufstandsgebiet, um unter anderem auch den zu diesem Zeitpunkt belagerten befestigten Hafen von Flevum (Velsen) zu entsetzen. Dennoch konnte der Abfall der Friesen nicht verhindert werden und die Römer verloren die Kontrolle über die Nordseeküste bis zur Rheinmündung. 46 bis 47 versuchten die Römer erneut, die Friesen zu unterwerfen; trotz Einsatz der Flotte konnten sich die Römer jedoch nicht lange behaupten.
48 wurde unter dem Legaten Gnaeus Domitius Corbulo ein 27 km langer Kanal (fossa Corbulonis) zwischen den Mündungen der Oude Maas und des Oude Rijn fertiggestellt. Er wurde vor allem für Truppen- und Versorgungstransporte genutzt.
68/69 n. Chr. brach im Zuge des römischen Bürgerkrieges (Vierkaiserjahr) ein Aufstand unter den verbündeten Batavern unter Iulius Civilis aus, der sich auf fast alle übrigen rheingermanischen Stämme ausweitete. Alle Kastelle nördlich von Mogontiacum wurden belagert oder zerstört. Die Classis Germanica war durch den geringen Wasserstand des Rheins bei ihren Operationen stark eingeschränkt, außerdem erwiesen sich die meisten batavischen Rojer und Auxiliaren als unzuverlässig und desertierten in großer Zahl zu den Aufständischen. Zu alledem wurde sie auch noch schlecht geführt und konnte dadurch kaum etwas zur Unterstützung der hart bedrängten Rheinlegionen beitragen. Unter den Legionen, die nach Niedergermanien entsandt wurden, um die Revolte zu zerschlagen, fanden sich auch die Legionen I und II Adiutrix, die aus Matrosen rekrutiert wurden. Ein ganzes Geschwader der Classis Germanica fiel im Jahre 70 durch Verrat in die Hände der Bataver und wurde anschließend gegen die Römer eingesetzt. Als der Oberbefehlshaber der Rheinarmee, Quintus Petillius Cerialis, durch Einheiten der Classis Britannica die Legio XIIII Gemina zur Verstärkung gegen die Rebellen an Land setzen ließ, geriet diese in einen Hinterhalt der mit den Batavern verwandten Cananefaten und wurde fast völlig aufgerieben. Cerialis eilte zwar von Novaesium aus mit der Classis Germanica zu Hilfe, wurde aber während der Nacht von den Batavern überfallen und büßte dabei sämtliche seiner Schiffe (darunter auch seine Trireme) ein. Die Verluste konnten jedoch rasch wieder ersetzt werden. Mit ihrer neuen Flotte versuchten die Bataver nun, Versorgungstransporte der Römer aus Gallien im Rheindelta aufzubringen. Im Mündungsgebiet der Maas (Mosa) stellte sich schließlich die zahlenmäßig zwar unterlegene, aber besser ausgebildete Classis Germanica zum Kampf. Es kam jedoch nur zu einem kurzen Gefecht. Civilis zog sich ans nördliche Rheinufer zurück, und die Römer verwüsteten das Siedlungsgebiet der Bataver. Der Flotte gelang es nie, im Bataveraufstand entscheidende Erfolge zu erringen.
89 n. Chr. meuterten große Teile der Rheinarmee gegen Kaiser Domitian. Die Classis Germanica stand jedoch loyal zum regierenden Kaiserhaus und bewährte sich bei der Niederwerfung der Rebellen. Ihr wurde dafür der Ehrentitel classis pia fidelis Domitiana verliehen.
Die Szenen auf der Trajanssäule zeigen, dass an den Dakerkriegen (101 bis 106) Trajans auch Flottenverbände beteiligt waren. In einer Inschrift wird ein gewisser Manlius Felix als Praefectus classium Pannonicae et Germanicae (Admiral der pannonischen und germanischen Flotte) genannt. Es dürfte also beide Flotten in Personalunion kommandiert haben. Das Zusammenziehen weit voneinander entfernt stationierter Flotteneinheiten für Feldzüge war auch in späterer Zeit noch üblich.

### 3. bis 4. Jahrhundert
Nach dem Ende des sogenannten Gallischen Sonderreiches unter Postumus und nach wiederholten schweren Einfällen der Franken ging die Classis Germanica im letzten Drittel des 3. Jahrhunderts n. Chr. zugrunde. Ab dieser Zeit unterhielten die Rheinlegionen ihre eigenen Flottillen (milites liburnarii). Römische Flusskampfschiffe wurden am Rhein erst wieder im Jahre 280 erwähnt: Germanischen Invasoren gelang es dabei, mehrere der neuen naves lusoriae in Brand zu stecken.
298 setzte Constantius I. die Rheinflotte gegen die Alamannen ein, die sich auf einer Flussinsel festgesetzt hatten. Sein Sohn und Nachfolger Konstantin der Große modernisierte die Rheinflotte und ersetzte die Liburnen nun gänzlich durch Lusorien. Dadurch konnte man nun auch am Oberrhein maritime Operationen durchführen. 306 ließ Konstantin Truppen über den Rhein setzen und verheerte mit ihnen die Siedlungsgebiete der Brukterer. Auch 313 stieß die Rheinflotte wieder in germanisches Gebiet vor.
355 wurde Julian zum Caesar des Westens ernannt. Unter seiner Herrschaft wurde im Zuge der Verteidigungsanstrengungen in der 2. Hälfte des 4. Jahrhunderts entlang der Stromgrenze die Rheinflotte wieder aufgewertet. Sie wurde für mehrere Feldzüge und Rheinübergänge eingesetzt: 356/357 fanden Abwehrkämpfe an Rhein und Main statt. Im Winter des Jahres 357/358 schlossen Julians Truppen eine große Gruppe fränkischer Plünderer auf der Maasinsel ein. Ständig auf und ab patrouillierende Lusorien verhinderten die dauerhafte Bildung einer festen Eisdecke, sodass die Franken nicht mehr über den Fluss entkommen konnten und sich schließlich nach zwei Monaten Belagerung den Römern ergeben mussten. 359 wurde ein Geschwader von 40 Schiffen gegen die Alamannen eingesetzt.
Bis zur Zeit Valentinians I. gelang es, die Rheinflotte einsatzfähig zu erhalten, Damals entstand ein neues Grenzverteidigungskonzept, das sich zum großen Teil auf die Rheinflotte stützte, die nun auf eine Kette von linksrheinischen Stützpunkten sowie eine große Anzahl von stark befestigten Ländeburgi aufgeteilt wurde. Kriegsschiffe patrouillierten von diesen Stützpunkten aus fast ständig auf dem Rhein. Häfen und Kastelle in Speyer, Worms und Altrip gebaut und die rechtsrheinischen Ländeburgi in Zullestein, Mannheim-Neckarau und Ladenburg wurden errichtet. Dabei kam es offenbar immer wieder zu Zusammenstößen mit germanischen Invasoren, wie einige Weihinschriften von der Rheingrenze bezeugen. Nach dem Einfall der Vandalen, Sueben und Alanen in der Neujahrsnacht von 407 löste sich die Flottenorganisation aber endgültig auf.

## Offiziere und Mannschaften
Über die Kommandohierarchie der Rheinflotte ist nur wenig bekannt. Den Oberbefehl führte ein praefectus classis aus dem Ritterstand, der aber dem Statthalter (legatus Augusti pro praetore) der jeweiligen Provinz untergeordnet war. Als Stabschef und Stellvertreter stand ihm ein Unterpräfekt (subpraefectus) zur Seite. Unter den Präfekten rangierte der praepositus classis; zu jeder Flotte gehörten meist zwei solcher Offiziere. Er übernahm auch selbstständige Kommandos. Auch der spätere – nur kurz regierende – Kaiser Pertinax (193) diente zuvor in der Classis Germanica als Präfekt. Die oben genannten Offiziere verfügten jeweils über ihren eigenen Stab mit deren Adjutanten. Als Flottillenchef wurde ein nauarchus princeps oder nauarchus archigybernes eingesetzt. Im 3. Jahrhundert wurde der Rang des Flottentribunen geschaffen (tribunus classis) der die Aufgaben des ersten Nauarchen übernahm. Später nannte man ihn auch tribunus liburnarum (= Tribun der Kriegsschiffe).
Die Besatzung einer trireme bestand aus den Offizieren (trierarchi), den Ruderern (remiges) und eine Zenturie von Marinesoldaten (manipulares/milites liburnarii). Die Mannschaft (classiari/classici) unterteilte sich in zwei Gruppen, das nautische Personal und die Marineinfanterie. Ihre Dienstzeit betrug 26 Jahre (im Gegensatz zu den 20 bis 25 Jahren für einen Legionär), ab dem 3. Jahrhundert 28 Jahre, vereinzelt weiß man auch von noch längeren Dienstzeiten. Nach ihrer ehrenvollen Entlassung (honesta missio) wurden sie mit Geld oder Land abgefunden und erhielten in der Regel auch das Bürgerrecht zugesprochen, wenn sie als peregrini (= Fremde) in die Flotte eingetreten waren. Die Heirat war ihnen erst nach Beendigung des aktiven Dienstes gestattet.
Im l. Jahrhundert n. Chr. kamen ihre Angehörigen noch zum großen Teil aus den Ländern, in denen sie ursprünglich ausgehoben worden waren. Für Niedergermanien bedeutete dies, dass die Mannschaften meist aus Gallien, Spanien und vom Balkan stammten. Wie bei ihren Kommandeuren setzte sich ab dem 2. Jahrhundert bei den Auxiliaren ebenfalls das germanisch-gallische Element immer mehr durch. Nur die Flotte machte hier eine Ausnahme. Da der Seedienst bei den römischen Soldaten nicht sehr angesehen war, dienten dort vor allem Freigelassene (liberti). Die Flottensoldaten kamen daher auch noch im 2. und 3. Jahrhundert mehrheitlich aus dem Osten des Reiches. Dies war auch in der Classis Germanica der Fall. Eine Inschrift aus Köln belegt u. a. die Anwesenheit von griechischen Flottensoldaten:
„Lucius Octavius, Sohn des Lucius, aus Elaia, Steuermann, 58 Jahre alt, mit 34 Dienstjahren, ist hier bestattet. Dionysius, Sohn des Plestharches, aus Tralles, Schreiber, setzte das Grabmal für seine Verdienste“
In der frühen Kaiserzeit war die Flotte integraler Bestandteil der römischen Rheinarmee. Das bedeutet, dass deren Soldaten auch als milites classiari (Flotten- oder Marinesoldaten) eingesetzt wurden. Für die germanischen Provinzen gibt es auch Hinweise auf eigene Flottenabteilungen der Legionen (liburnarii), so zum Beispiel in Obergermanien. Gehören noch der Anker mit einem Stempel der Legio XVI, die in claudischer Zeit in Mainz lag, und der Grabstein eines Schiffsbauers der Legio XXII aus dem späten 1. und frühen 2. Jahrhundert in die Zeit, als die Flüsse Rhein und Neckar noch die Reichsgrenze bildeten, so gilt das nicht mehr für zwei Angehörige der Legio XXII, die als optiones navaliorum wohl die legionseigene Werft beaufsichtigten. Beide gehören in das späte 2. Jahrhundert als der vordere Limes bereits existierte. Gegen die Annahme, dass die Legio XXII in dieser Zeit nur Frachtschiffe besaß, spricht einer ihrer Ziegelstempel aus dem 2./3. Jahrhundert. Unter dem Legionsnamen ist eindeutig ein Kriegsschiff zu erkennen. Dringend gebraucht wurde die Flottenabteilung der Legio XXII in der Zeit nach 260 n. Chr., als das rechtsrheinische Gebiet wieder aufgegeben worden war. Danach war der Rhein wieder Reichsgrenze. Er war am linken Ufer durch die Limeskastelle gut befestigt. Auf dem rechten Ufer gab es an der Einmündung der wichtigsten Nebenflüsse kleine Vorposten, die in manchen Fällen nur per Schiff erreicht werden konnten. In diesen sog. „Ländeburgi“ konnten bis zu fünf Lusorien vertäut werden.

## Schiffstypen
Die Schiffstypen, die man für die Rheinflotte vermutet, waren Frachter (Navis actuaria), Flöße, leichte Wachschiffe sowie einige schwere Kriegsschiffe. Sie konnten gerudert als auch gesegelt werden.
Der am häufigsten vertretene Schiffstyp im 1. und 2. Jahrhundert war die bireme oder liburna (Zweireiher), die ursprünglich von illyrischen Seeräubern eingesetzt worden war. Sie war schnell und überaus wendig und wie alle antiken Kampfschiffe mit einem Rammsporn am Bug versehen. Flussliburnen waren in der Regel etwa 21 Meter lang, 3,30 Meter breit und hatten einen Tiefgang von etwa 0,7 Meter. Die Besatzung bestand aus 44 Rojern, 4 Matrosen und 16 Marineinfanteristen. Außer den Flussliburnen sind auch noch größere Triremen bekannt, die den Liburnen sehr ähnlich waren, sich aber durch eine dritte zusätzliche Rojerreihe (Dreireiher) von diesen unterschieden.
Frachter und Lastflöße konnten nach Funden aus Alphen-Zwammerdam bis zu 30 m lang sein. Zahlreiche Wrackfunde am Rhein und am Neuenburger See bezeugen auch die Verwendung von Prahmbooten in römischer Zeit. Dies war ein kastenförmiges Schiff mit Mast, geringen Tiefgang und rampenartigen Enden an beiden Seiten des Rumpfes, der eine Nutzlast bis zu 30 t aufnehmen konnte.
Rückgrat der spätantiken Provinzflotten waren ab dem 3. Jahrhundert die viel kleineren und wendigen Naves lusoriae, die von Uferkastellen und Wachtürmen (Ländeburgi) aus operierten. Als Transport- oder Kampffahrzeuge dienten im frühen 3. Jahrhundert vermutlich auch solche Schiffe wie es die Grabmalskulptur eines römischen Weinhändlers aus Neumagen darstellt (siehe Neumagener Weinschiff).

## Funktion
Die Hauptaufgabe der Flussstreitkräfte bestand in der Gewährleistung der freien Schifffahrt. Ihr Überwachungsgebiet umfasste die Flüsse Rhein, Schelde, Maas sowie deren Nebenflüsse, weiter die Küstenstreifen an Zuidersee und Nordsee. Mit dem Ende der Eroberungspläne für die rechtsrheinische Germania magna unter Tiberius wandeln sich auch die Aufgaben der Classis Germanica. Sie wurde nun vor allem für tägliche Patrouillenfahrten auf dem Rhein verwendet. Einsätze entlang der Nordseeküste verloren immer mehr an Bedeutung.
Noch wichtiger als der Einsatz bei Feldzügen waren seit der Zeit der Germanienoffensiven des Drusus die logistischen Aufgaben der Rheinflotte. Von Xanten/Vetera aus wurden die Kastelle an der Lippe (Lippia) versorgt. Diese stark exponierten Lager weisen oft auch befestigte Hafenanlagen auf. Auch die Statthalter konnten die Schiffe jederzeit für ihre Bedürfnisse in Anspruch nehmen. Z.B. wurden die aus den Brüchen des Brohltales im Siebengebirge gewonnenen Steine durch die Flotte transportiert. Auch Lebensmittel wie Getreide und Wein, die auf dem Landweg nur mühsam fortbewegt werden konnten, wurden befördert.

## Taktik
Mit dem Beginn der Regierungszeit der Flavier im letzten Drittel des 1. Jahrhunderts hatte sich die Situation an der Rheingrenze wieder weitgehend stabilisiert. Die Angehörigen der Flotte besorgten nun – neben dem Flusspatrouillendienst – vor allem die Gewinnung und den Transport von Baumaterial, da die Frachtkosten auf dem Wasserweg viel geringer waren als auf dem Landweg (rund ein 1/6 der Straßentarife). Dies bezeugen vor allem zahlreiche aufgefundene Ziegelstempel, die bis in die Regionen der heutigen Niederlande gefunden wurden, und auch einige Weiheinschriften aus den Steinbrüchen im Brohltal und Siebengebirge. Überliefert ist weiter eine dem Wohl des Kaisers Antoninus Pius gewidmete Weihinschrift (heute im Rheinischen Landesmuseum, Bonn), auf der von einem Baumaterialtransport mittels Lastschiffen der Classis Germanica zum Bau des Forums von Xanten (Colonia Ulpia Traiana) berichtet wird.
Spätestens in den 270er Jahren löste sich die Classis Germanica alter Prägung auf. Ihr Operationsgebiet war bis dahin weitgehend auf den Niederrhein beschränkt gewesen. Mit der zunehmenden Bedrohung der Flüsse Rhein und Donau nach Aufgabe der rechtsrheinischen Gebiete (Agri decumates) wandelte sich jedoch die strategische Lage. Eine Konzentration der Flotte auf wenige zentrale Punkte war nun nicht mehr sinnvoll. Aufgrund der neuen politischen Realitäten am Rhein mussten nun weite Abschnitte des Stromes, aber auch die Mündungen der aus dem Barbaricum zufließenden Gewässer strenger und lückenloser überwacht werden. Im Gegensatz zu Hoch- und Mittelrhein machte der verschlungene Lauf des Oberrheins und seine dichten Flussauen eine effiziente Überwachung durch Kastelle unmöglich. Nur durch ständige militärische Präsenz auf dem Fluss und an seinen Ufern ließen sich diese neuen Herausforderungen bewältigen.
Das neue erfolgversprechende Konzept für den Grenzschutz am Rhein war daher eine dezentrale Vorwärtsverteidigung. Durch die Aufgabe der Doktrin der zentralen Massierung der Flotte und ihre Verteilung auf kleinere Kastelle und Burgi konnten im Bedarfsfall innerhalb weniger Stunden zahlreiche Einheiten an Brennpunkten der Grenze zusammengezogen werden. Auch waren im Notfall die benachbarten Kastelle oder Wachtürme rasch zu alarmieren. Dies war am besten mit der kleineren und beweglicheren navis Lusoria zu bewerkstelligen, mit der man auch den potentiellen Eindringlingen entweder gleich auf dem Rheinstrom oder in amphibischen Operationen, zusammen mit dem Landheer, entgegentreten konnte.
Der tägliche Aktionsradius der damaligen Flusskampfschiffe betrug bis zu 15 km. Auch die Distanz zwischen den Kastellen bzw. Ländeburgi lag im Durchschnitt zwischen 15 und 30 km. Flussabwärts fahrend konnte eine Lusoria den nächstgelegenen Stützpunkt in ca. 75–150 Min. erreicht haben, flussaufwärts müssten dafür etwa 2–4 Stunden veranschlagt werden. Bei reibungsloser Nachrichtenübermittlung (und einer Mindestausstattung von drei Schiffen pro Stützpunkt) war es dem Oberkommando möglich, binnen weniger Stunden zumindest vier Patrouillenboote an gefährdeten Übergängen in Stellung zu bringen und so gleich zu Beginn der Schlacht bis zu 100 liburnarii in den Kampf zu werfen. Es war daher gut möglich, dass die Angreifer schon kurz nach ihrem Auftauchen am Rheinufer vom römischen Grenzschutz unter wirksamen Beschuss genommen werden konnten. Aufgrund der Überlegenheit ihrer Lusorien waren die Limitanei unter günstigen Umständen in der Lage, sich auch zahlenmäßig weit überlegenen Barbarenverbänden zu stellen. Die Germanenstämme am Rhein konnten den hochentwickelten römischen Flusskampfschiffen nichts annähernd gleichwertiges entgegensetzen.
Den römischen Lusorien war es aufgrund ihrer Flachbodenbauweise auch möglich – zum Beispiel im Zuge einer bewaffneten Aufklärungsmission – weit in die aus dem Barbaricum kommenden Gewässer vorzudringen. Diese Zuflüsse wurden von den Germanen gerne als Bereitstellungsräume für ihre Überraschungsangriffe auf römisches Gebiet verwendet. Die Erkenntnisse aus dieser Art „maritimen Frühwarnsystems“ wurden von den römischen Befehlshabern sicher hoch geschätzt. Ein weiterer Schutz waren die damals weitverzweigten, stellenweise fast undurchdringlichen und sumpfigen Auenlandschaften des Oberrheins sowie das Vorhandensein zahlreicher mäandernder Nebenarme, die eine Annäherung an die Grenzzone ebenfalls erheblich erschwerten. Hatten die Invasoren aber dennoch alle Schwierigkeiten überwunden, so bestand immer noch die Chance, sie spätestens wieder am Rhein, bei der Rückkehr von ihren Plünderungszügen, abzufangen, ihnen die Beute abzunehmen um sie danach wieder unter den an den Kämpfen beteiligten Grenzsoldaten zu verteilen (siehe dazu auch Hortfund von Neupotz).

## Flottenstützpunkte
Das Hauptquartier der Classis Germanica befand sich zuerst in Vetera (Xanten), später im Kastell Köln-Alteburg. Die Metropole Niedergermaniens, die Colonia Claudia Ara Agrippinensium (CCAA), war Hauptstadt der Provinz, bedeutendes Wirtschaftszentrum und besaß als Handelsplatz eine große überregionale Bedeutung. Der Rhein wiederum diente als wichtigster Verkehrsweg für den Abtransport der in Köln erzeugten Güter, aber auch für den Import von Waren aus anderen Provinzen. Spätantike Stützpunkte sind für Mainz/Straubing, Speyer und Passau erwiesen. Nach der Schlacht bei Mursa, 351 n. Chr., wurde der Kriegshafen in Mainz/Mogontiacum massiv ausgebaut und eine der wichtigsten Stützpunkt der Rheinflotte. Die Hauptnutzung des Kriegshafens in Mainz (Hafenmolen in Dimesser Ort, Ingelheimer Aue und am Brand sowie an der Neutorstraße/Dagobertstraße Reste von Uferbefestigungen und einer Werft) erfolgte in der zweiten Hälfte des 3. und im 4. Jahrhundert, als der Rhein zur Grenze der Germania prima wurde. Die im ersten Drittel des 4. Jahrhunderts neu organisierte Rheinflotte konnte ihre Kampfkraft auch nur deshalb voll entfalten da das Rheinufer – besonders am Mittelabschnitt – in regelmäßigen Abständen mit Kastellen als Versorgungsstützpunkte und sichere Häfen besetzt war. Ein wirkungsvoller Einsatz der Rheinflotte wäre ohne diese Lager kaum vorstellbar gewesen. Man nimmt an, dass die spätantiken (linksrheinischen) Befestigungsanlagen zwischen Bingen und Bonn während der Regierungszeit von Konstantins Söhnen (ca. 320–350) nach einem einheitlichen Plan erbaut worden sind.
| Antiker Name                   | Nächstgelegener Ort                                     |
| Vetera                         | Xanten (Hauptstützpunkt bis 50)                         |
| Colonia Claudia Agrippinensium | Flottenkastell Alteburg (Hauptquartier/navalia seit 50) |
| Aliso                          | Haltern (an der Lippe)                                  |
| Antunnacum                     | Andernach                                               |
| Argentoratum                   | Straßburg                                               |
| Bingium                        | Bingen                                                  |
| Bonna                          | Bonn                                                    |
| Confluentes                    | Koblenz                                                 |
| Lugdunum Batavorum             | Katwijk-Brittenburg (an der Rheinmündung/NL)            |
| Mogontiacum                    | Mainz                                                   |
| Nigrum Pullum                  | bei Zwammerdam/NL                                       |
| unbekannt                      | Rumpst an der Rupel/B                                   |
| unbekannt                      | Stützpunkt a.d. Rur/nahe Jülich                         |
| unbekannt                      | Stützpunkt bei Jemgum a.d. Ems                          |
| Novaesium                      | Neuss                                                   |
| Noviomagus Batavorum           | Nijmegen                                                |
| Noviomagus Nemetum             | Speyer                                                  |
| Praetorium Aggripinae          | Valkenburg (Zuid-Holland)                               |
| Traiectum                      | Utrecht                                                 |